# Alexandru Dincă
Alexandru Dincă (ur. 18 grudnia 1945 w Bukareszcie, zm. 30 kwietnia 2012 tamże) – rumuński piłkarz ręczny, medalista olimpijski.
Był bramkarzem. Uczestnik letnich igrzysk olimpijskich. Na igrzyskach w Monachium zagrał w sześciu spotkaniach, zdobywając brązowy medal olimpijski.
W kadrze narodowej debiutował w 1967 roku. W samym roku zdobył brązowy medal mistrzostw świata w Szwecji, w 1970 i 1974 mistrz świata.
W seniorskiej reprezentacji zagrał 56 spotkań. Wliczając spotkania we wszystkich kadrach Rumunii, reprezentował swój kraj w 78 spotkaniach.